# Réveillon, Marne

Réveillon este o comună în departamentul Marne, Franța. În 2009 avea o populație de 104 de locuitori.